# 俄羅斯的滿洲人
俄羅斯的滿洲人據稱是在1858年俄羅斯帝國與大清國簽訂《璦琿條約》後，留在被清朝劃歸俄羅斯的地域內的原東三省居民。
由於黑龍江北岸人煙稀少，清初時當地人主要沿河居住，清廷也將衙門駐紮在黑龍江沿岸地區的璦琿城，太平天國興起後，清朝抽調關外的八旗將士入關作戰，致使防務空虛，當地僅有個別居民聚集在江東六十四屯。在俄羅斯兼併阿穆爾之後，按照條約依據的「人隨地歸」原則，原居民可以留在俄羅斯帝國境內。條約保證「在其舊居永遠生活的權利和事實上的治外法权，因為滿族仍是清政府管轄下的」。
根據《璦琿條約》的內容：「黑龍江、松花江左岸，由額爾古訥河至松花江海口，作爲俄羅斯國所屬之地；右岸順江流至烏蘇里河，作爲大清國所屬之地」；而「黑龍江左岸，由精奇里河以南至豁爾莫勒津屯，原住之滿洲人等，照舊准其各在所住屯中永遠居住，仍著滿洲國大臣官員管理，俄羅斯人等和好，不得侵犯」。
1900年八國聯軍入侵中國時，這些仍舊居住在俄羅斯的清朝居民被俄軍趕到黑龍江中，最終被屠殺殆盡，史稱庚子俄难。